# 山内豊福
山内 豊福（やまうち とよよし）は、江戸時代後期から幕末にかけての大名。土佐新田藩5代藩主。宗藩と旧幕軍の板ばさみとなり、33歳で妻の山内典子とともに自刃した。 

## 略歴
筑前国秋月藩主・黒田長元（土佐藩主・山内豊策の五男）の次男として誕生した。
嘉永6年（1853年）、4代藩主・山内豊賢の養嗣子となる。同年12月、13代将軍徳川家定に拝謁する。安政3年（1856年）6月6日、養父の隠居により家督を継いだ。同年12月16日、従五位下・遠江守に叙任する。本家の山内豊信を助けて新田藩の軍制を洋式化し、軍備増強に努めた。急進的な佐幕派であったが武力行使には反対で、徳川家の幕府存続には賛成であった。
江戸常駐の豊福は、大政奉還ののち、鳥羽・伏見の戦いで敗走した徳川慶喜が江戸城に戻ると大名・旗本の呼び出しにより登城した。慶喜は「山内容堂の勧めで政権を返上したにもかかわらず、逆賊の汚名を着せられ、土佐の策略にはまったようだ」と言い、豊福は本藩・土佐藩への批判の矛先を向けられる。城内では薩長軍と戦う機運となるが、豊福は数日前に容堂から一刻も早く京都に来るように命じられていた。しかしすでに江戸脱出は不可能で、幕府と本藩の板挟みとなった豊福は自害を決意した。慶応4年（1868年）1月13日（1月14日説がある）に継室・典子と共に自害して果てた。享年33。
家臣は2人の死を伏せて、急ぎ本藩の指示を仰いだ。5日後に訃報を聞いた容堂は、豊福の遺言を尊重して従兄弟の山内豊誠を養子として願い出る。許可されたのち、藩主夫妻は病死と公表され、豊誠が土佐新田藩の家督を継いだ。
明治31年（1898年）、従四位を追贈された。

## 系譜
- 父：黒田長元（1811年 - 1867年）
- 母：慶子 - 慈海院、黒田長韶の娘
- 正室：松平信庸の娘
- 継室：典子 - 藤井松平信宝の娘
  - 長女：邦子 - 秋田映季正室 - のち立花寛治継室
  - 次女：豊子 - 藤井松平忠礼継室
- 養子
  - 男子：山内豊誠（1842年 - 1908年） - 山内豊充（山内豊武の次男）の長男